# Tournoi des As 1989
Navigation
Dijon 1988 Tours 1990
Le Tournoi des As 1989 est la 2e édition du Tournoi des As de basket-ball. Il se déroule du 7 au 8 avril 1989 à la Rotonde au Mans. Le vainqueur du tournoi est qualifié pour la coupe des vainqueurs de coupe 1989-1990. 

## Résumé
Cette deuxième édition du tournoi a lieu juste après la fin de la saison régulière et juste avant le début des play-offs du championnat de France. Les quatre premiers de la saison régulière sont qualifiés.

## Participants
| Équipes qualifiées             |
| ------------------------------ |
| Limoges Cholet Orthez Mulhouse |

## Tableau
|  | Demi-finales     | Demi-finales     |          |    | Finale         | Finale         |
|  | Demi-finales     | Demi-finales     |          |    | Finale         | Finale         |
|  |                  |                  |          |    |                |                |
|  | Vendredi 7 avril | Vendredi 7 avril |          |    | Samedi 8 avril | Samedi 8 avril |
|  | Vendredi 7 avril | Vendredi 7 avril |          |    | Samedi 8 avril | Samedi 8 avril |
|  | Limoges          | 86               |          |    | Samedi 8 avril | Samedi 8 avril |
|  | Limoges          | 86               |          |    | Samedi 8 avril | Samedi 8 avril |
|  | Mulhouse         | 92               |          |    | Samedi 8 avril | Samedi 8 avril |
|  | Mulhouse         | 92               | Mulhouse | 82 |                |                |
|  | Vendredi 7 avril |                  | Mulhouse | 82 |                |                |
|  |                  | Cholet           | 80       |    |                |                |
|  | Cholet           | Cholet           | 80       | 86 |                |                |
|  | Cholet           |                  |          | 86 |                |                |
|  | Orthez           | 72               |          |    |                |                |
|  | Orthez           | 72               |          |    |                |                |